# یوری کاوتن
یوری کاوتن (روسی: Юрий Михайлович Ковтун؛ زادهٔ ۵ ژانویهٔ ۱۹۷۰) یک بازیکن فوتبال سابق اهل اتحاد جماهیر شوروی سوسیالیستی است.
وی همچنین در تیم ملی فوتبال روسیه بازی کرده و عضو این تیم در جام جهانی فوتبال ۲۰۰۲ بوده است. کاوتن در حال حاضر کمک مربی تیم فوتبال ولگا نیژنی نووگورود است.